# Vệ sinh

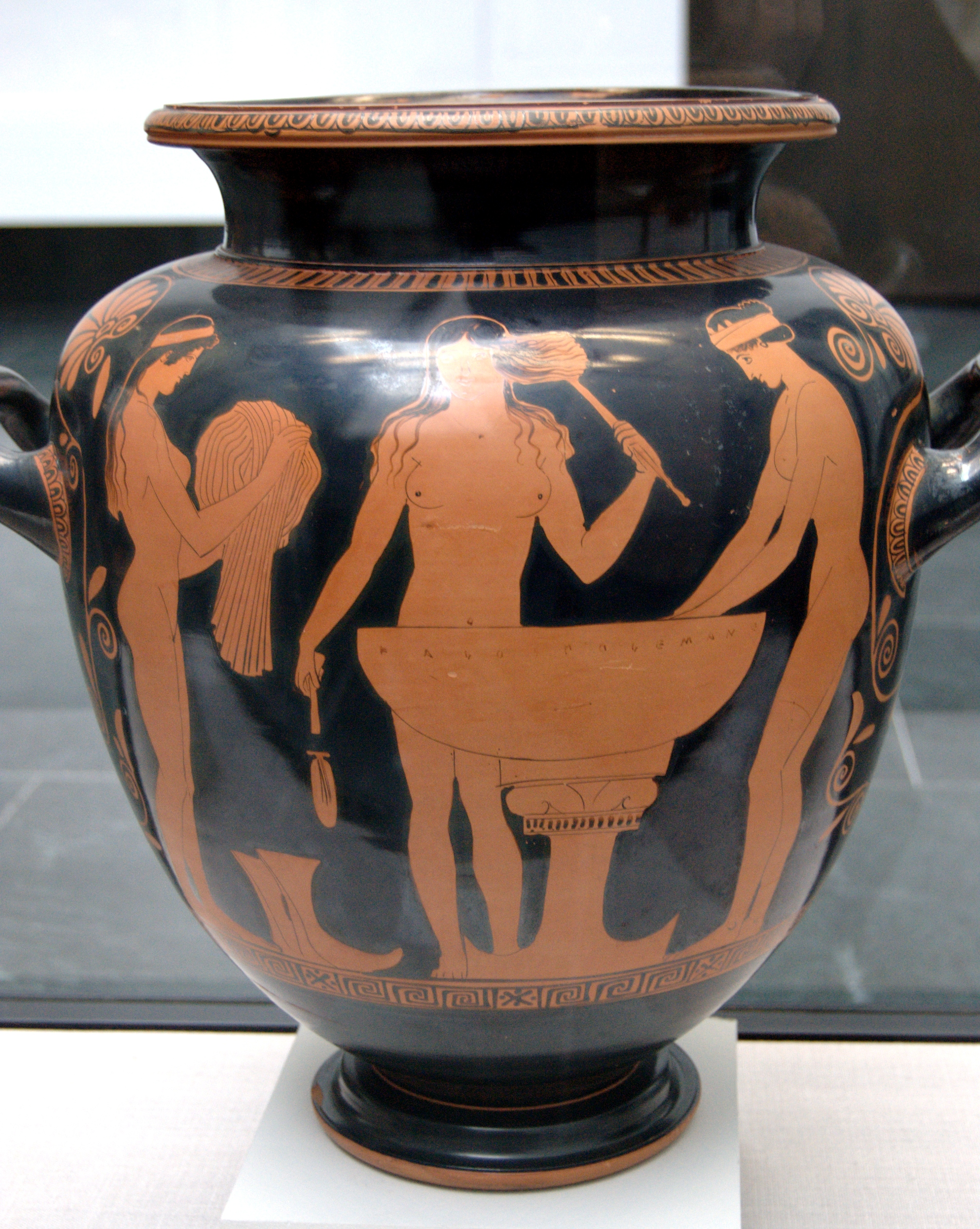
Các thiếu nữ đang tắm rửa (tranh trên bình cổ)

Vệ sinh là những quy tắc giữ gìn sự sạch sẽ cho bản thân và môi trường xung quanh nhằm phòng bệnh, giữ gìn và tăng cường sức khỏe. Tắm nhằm loại bỏ chất bẩn và vi khuẩn, đánh răng, cạo râu, rửa tay, đi vệ sinh đúng chỗ và ăn mặc sạch sẽ là một vài ví dụ. Ăn ở vệ sinh được dạy cho trẻ em từ sớm, và nó thường trở thành một tập tính. Người ăn ở không vệ sinh sẽ có mùi hôi, rụng răng và mắc bệnh.
Khái niệm "vệ sinh" được xác định dùng lần đầu trong tiếng Anh là vào khoảng năm 1677. Từ "vệ sinh" (hygiene) bắt nguồn từ từ tiếng Pháp "hygiène", vốn là phiên bản phương Tây của tiếng Hy Lạp ὑγιεινή (τέχνη) - hugieinē technē, nghĩa là "nghệ thuật của sức khỏe", khởi từ ὑγιεινός (hugieinos), "khỏe mạnh", lần lượt từ ὑγιής (hugiēs), "lành mạnh, có lợi". Trong tôn giáo Hy Lạp cổ đại, Hygeia (Ὑγίεια) là người đại diện cho sức khỏe.
Vệ sinh cũng có thể hiểu là các thao tác liên quan đến việc duy trì sức khỏe và sự sống được áp dụng để giảm tỷ lệ nhiễm và lây lan dịch bệnh.

## Hình ảnh

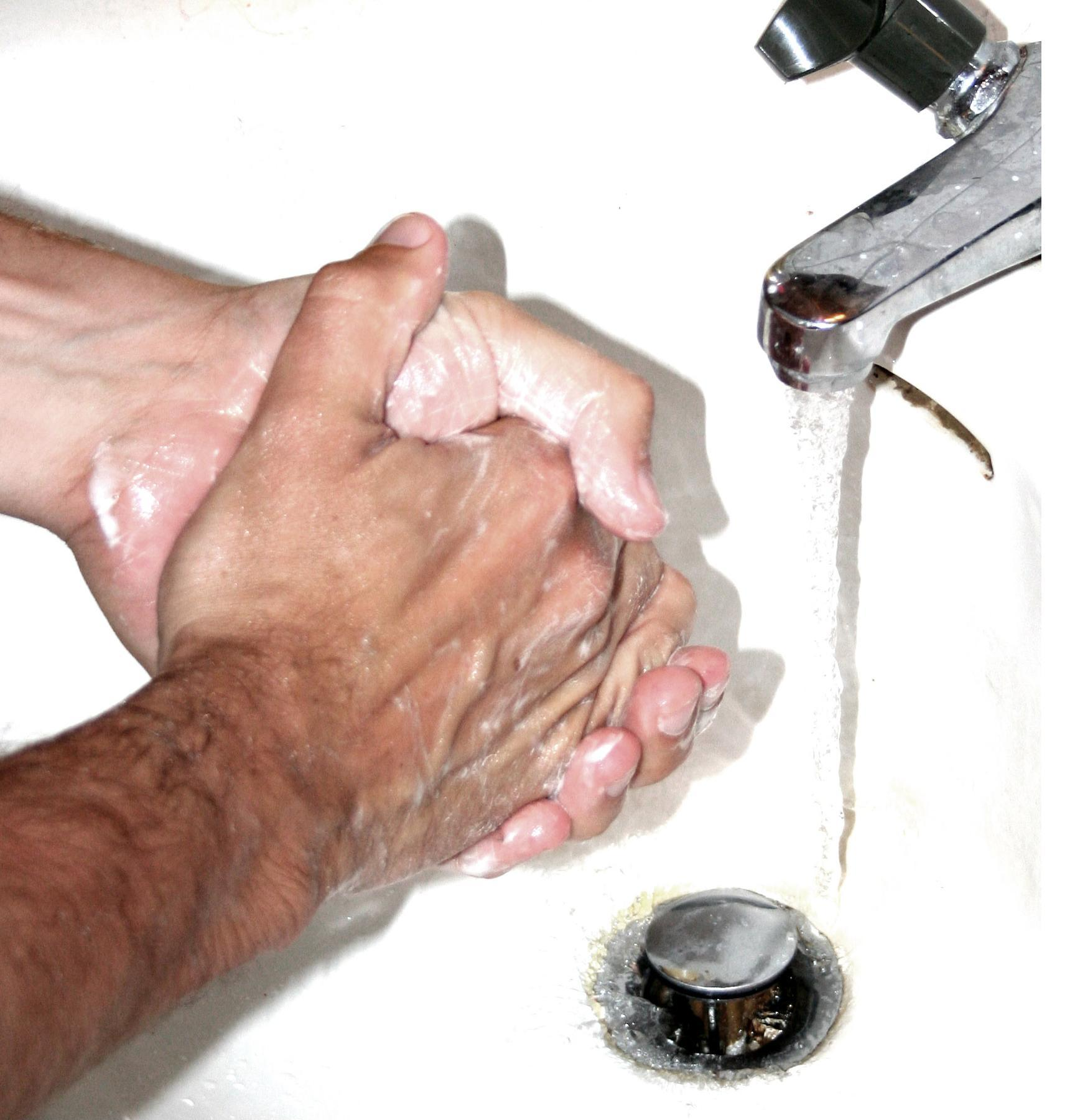
Rửa tay, một cách giữ vệ sinh thường thấy